# Peyrusse-Vieille
Peyrusse-Vieille é uma comuna francesa na região administrativa de Occitânia, no departamento de Gers. Estende-se por uma área de 11,05 km². Em 2010 a comuna tinha 68 habitantes (densidade: 6,2 hab./km²).